# Сельниково (Тверская область)
Сельниково — деревня в Рамешковском районе Тверской области.

## География
Находится в восточной части Тверской области на расстоянии приблизительно 12 км на юг-юго-восток по прямой от районного центра поселка Рамешки.

## История
Известна с 1627—1629 годов как Сенниково. В 1709 году в деревне Сельниково было 3 крестьянских двора. В 1859 году в казенной русской деревне Сельниково было 12 дворов, в 1887 — 24. В советское время работали колхозы «Вторая пятилетка», «Восход» и «Вперед». В 2001 году в деревне 10 домов постоянных жителей и 11 домов — собственность наследников и дачников. До 2021 входила в сельское поселение Застолбье Рамешковского района до их упразднения.

## Население
Численность населения: 112 человек (1859 год), 140 (1887), 28 (1989), 16 (русские 100 %) в 2002 году, 11 в 2010.